# 竹原市立吉名学園
竹原市立吉名学園（たけはらしりつ よしながくえん）は、広島県竹原市にある義務教育学校である。

## 沿革
- 2018年（平成30年）4月1日 - 竹原市立吉名小学校・中学校と統合により設立[2]

## 学校教育目標
- 「拓く力」の育成[3]

## 通学区域
- 竹原市
  - 吉名町[4]

## アクセス
- 西日本旅客鉄道呉線吉名駅下車 西へ徒歩約10分

## 関係者

### 出身者

#### 吉名尋常高等小学校
- 池田勇人（政治家、第58・59・60代内閣総理大臣）